# FBP
FBP là loại súng tiểu liên sử dụng loại đạn 9 mm được thiết kế và phát triển bởi Gonçalves Cardoso năm 1940, ông là một chỉ huy pháo binh trong quân đội Bồ Đào Nha. Trong chiến tranh thế giới thứ hai việc phát triển loại vũ khí này bị ngừng lại, FBP được tiếp tục nghiên cứu và đưa vào sản xuất năm 1948.

## Lịch sử
Loại súng tiểu liên này được sản xuất bởi tại nhà máy sản xuất vũ khí Fábrica do Braço de Prata ở Lisbon. Chính vì điều đó mà nó mang tên FBP cũng như mẫu m/948 có tên đó là vì nó được đưa ra phục vụ chiến đấu năm 1948. Nó sử dụng loại đạn lớn, bộ phận ngắm và cơ chế các lò xo hoạt động giống như MP40 của Đức, và dây đeo thì giống súng tiểu liên M3 của Hoa Kỳ. Không như các loại súng tiểu liên thông thường (nhưng khá giống với súng tiểu liên của Nhật Bản) của m/948 là nòng súng của nó có một chỗ để gắn lưỡi lê loại thường được gắn trên các súng trường của Bồ Đào Nha.
Mẫu súng FBP đầu tiên (m/948) chỉ có chế độ bắn tự động. Mẫu nâng cấp sau này (m/963) được đưa vào sử dụng năm 1961 mới thêm chế độ bắn bán tự động.
Loại súng này được cung cấp chủ yếu cho các sĩ quan và NCO (hạ sĩ quan) trong quân đội Bồ Đào Nha và các lực lượng an ninh cùng với các khẩu súng tiểu liên MP34 của Đức quốc xã. Trong suốt quá trình hoạt động của mình loại súng này đã đực dùng để chiến đấu tại Angola, Guinea-Bissau, Mozambique, thuộc địa Bồ Đào Nha tại Ấn Độ và Timor. Hiện nay nó đã được thay thế bằng súng tiểu liên UZI và một phiên bản không chính thức là súng trường m/961 G3.